# Дьюла Полгар
Дьюла Полгар (Пігнітцкі) (угор. Gyula Polgár (Pignitzky), 8 лютого 1912, Кіштелек — 24 червня 1992, Сідней) — угорський футболіст, що грав на позиції захисника, півзахисника, зокрема, за клуб «Ференцварош», а також національну збірну Угорщини. По завершенні ігрової кар'єри — тренер.

## Клубна кар'єра
Народився 8 лютого 1912 року в місті Кіштелек. 
У футболі дебютував 1930 року виступами за команду клубу «Хунгаріа», в якій провів один сезон. 
Протягом 1931—1933 років захищав кольори команди «33».
Своєю грою за останню команду привернув увагу представників тренерського штабу клубу «Ференцварош», до складу якого приєднався 1933 року. Відіграв за клуб з Будапешта наступні одинадцять сезонів своєї ігрової кар'єри. Більшість часу, проведеного у складі «Ференцвароша», був основним гравцем команди.
Протягом 1945—1947 років захищав кольори вже МТК (Будапешт).
Завершив професійну ігрову кар'єру у клубі «Маджента», за команду якого виступав протягом 1947—1948 років.

## Виступи за збірну
1932 року дебютував в офіційних матчах у складі національної збірної Угорщини. Протягом кар'єри у національній команді, яка тривала 11 років, провів у її формі 26 матчів, забивши 2 голи.
У складі збірної був учасником чемпіонату світу 1934 року в Італії, чемпіонату світу 1938 року у Франції, де разом з командою здобув «срібло».
В Італії не зіграв жодного разу, а у Франції вийшов на поле лише у програному финалі проти Італії (2-4).
| Дата       | Місто              | Господарі        | Результат | Гості          | Турнір                             | Голи | Примітки |
| ---------- | ------------------ | ---------------- | --------- | -------------- | ---------------------------------- | ---- | -------- |
| 18-9-1932  | Будапешт           | Угорщина         | 2 – 1     | Чехословаччина | Кубок Центральної Європи 1931-1932 | -    |          |
| 17-9-1933  | Будапешт           | Угорщина         | 3 – 0     | Швейцарія      | Кубок Центральної Європи 1933-1935 | -    |          |
| 1-10-1933  | Відень             | Австрія          | 2 – 2     | Угорщина       | товариський матч                   | 1    |          |
| 22-10-1933 | Будапешт           | Угорщина         | 0 – 1     | Італія         | Кубок Центральної Європи 1933-1935 | -    |          |
| 14-1-1934  | Франкфурт-на-Майні | Німецька імперія | 3 – 1     | Угорщина       | товариський матч                   | 1    |          |
| 14-4-1935  | Цюрих              | Швейцарія        | 6 – 2     | Угорщина       | Кубок Центральної Європи 1933-1935 | -    |          |
| 22-9-1935  | Будапешт           | Угорщина         | 1 – 0     | Чехословаччина | Кубок Центральної Європи 1933-1935 | -    |          |
| 6-10-1935  | Відень             | Австрія          | 4 – 4     | Угорщина       | Кубок Центральної Європи 1933-1935 | -    |          |
| 31-5-1936  | Будапешт           | Угорщина         | 0 – 1     | Італія         | товариський матч                   | -    |          |
| 27-9-1936  | Будапешт           | Угорщина         | 5 – 3     | Австрія        | Кубок Центральної Європи 1936-1938 | -    |          |
| 4-10-1936  | Бухарест           | Румунія          | 1 – 2     | Угорщина       | товариський матч                   | -    |          |
| 18-10-1936 | Прага              | Чехословаччина   | 5 – 2     | Угорщина       | Кубок Центральної Європи 1936-1938 | -    |          |
| 6-12-1936  | Дублін             | Ірландія         | 2 – 3     | Угорщина       | товариський матч                   | -    |          |
| 25-4-1937  | Турин              | Італія           | 2 – 0     | Угорщина       | Кубок Центральної Європи 1936-1938 | -    |          |
| 19-6-1938  | Коломб             | Італія           | 4 – 2     | Угорщина       | ЧС 1938 - Фінал                    | -    |          |
| 7-12-1938  | Глазго             | Шотландія        | 3 – 1     | Угорщина       | товариський матч                   | -    |          |
| 12-11-1939 | Белград            | Югославія        | 0 – 2     | Угорщина       | товариський матч                   | -    |          |
| 2-5-1940   | Будапешт           | Угорщина         | 1 – 0     | Хорватія       | товариський матч                   | -    |          |
| 19-5-1940  | Будапешт           | Угорщина         | 2 – 0     | Румунія        | товариський матч                   | -    |          |
| 29-9-1940  | Будапешт           | Угорщина         | 0 – 0     | Югославія      | товариський матч                   | -    |          |
| 6-10-1940  | Будапешт           | Угорщина         | 2 – 2     | Німеччина      | товариський матч                   | -    |          |
| 1-12-1940  | Генуя              | Італія           | 1 – 1     | Угорщина       | товариський матч                   | -    |          |
| 8-12-1940  | Загреб             | Хорватія         | 1 – 1     | Угорщина       | товариський матч                   | -    |          |
| 23-3-1941  | Белград            | Югославія        | 1 – 1     | Угорщина       | товариський матч                   | -    |          |
| 6-4-1941   | Кельн              | Німеччина        | 7 – 0     | Угорщина       | товариський матч                   | -    |          |
| 1-11-1942  | Будапешт           | Угорщина         | 3 – 0     | Швейцарія      | товариський матч                   | -    | кап.     |
| Усього     |                    | Матчів           | 26        |                | Голів                              | 2    |          |

## Титули і досягнення
Як гравець
- Чемпіон Угорщини: (4)

«Ференцварош»: 1933-1934, 1937-1938, 1939-1940, 1940-1941
- Володар Кубка Угорщини: (4)

«Ференцварош»: 1934-1935, 1941-1942, 1942-1943, 1943-1944
- Володар Кубка Центральної Європи: (1)

«Ференцварош»: 1937
- Віце-чемпіон світу: 1938
- Угорський футболіст року: 1934

Як тренер
- Чемпіон  Нового Південного Уельса: (2)

«АПІА Лейхгардт»: 1964, 1965